# 志水直
志水 直（しみず ただし、1849年5月13日（嘉永2年4月21日）- 1927年（昭和2年）4月26日）は、日本の陸軍軍人、最終階級は陸軍大佐、衆議院議員（立憲政友会）、名古屋市長。

## 経歴
名古屋伝馬町（現在の名古屋市中区錦）出身。佐賀の乱・神風連の乱・萩の乱・西南戦争に従軍。また英語・フランス語・中国語を修め、1879年（明治12年）には東アジア各地に軍事視察に派遣され、1884年（明治17年）には大山巌陸軍卿の欧米諸国歴訪に随行した。
1892年（明治25年）11月15日、予備役に編入。日清戦争で召集され、その功績で1895年（明治28年）4月23日、陸軍大佐に昇進した。
退役後、台湾総督府民政局事務官を経て、1897年（明治30年）より5年間名古屋市長を務めた。1902年（明治35年）第7回衆議院議員総選挙に出馬して当選し、1期在任した。

## 栄典
- 1889年（明治22年）11月29日 - 大日本帝国憲法発布記念章[4]
- 1896年（明治29年）3月31日 - 勲三等瑞宝章[5]

外国勲章佩用允許
- 1885年（明治18年）10月5日 - ドイツ帝国王冠第三等勲章[6]